# Jonna Liljendahl
Jonna Lisa Liljendahl, född 6 november 1970 i Stockholm, är en svensk tidigare barnskådespelerska, mest känd för rollen som Madicken i filmatiseringen av Astrid Lindgrens bokserie Madicken. Hon medverkade även i jullovsmorgonprogrammet TV-piraterna under vintern 1983–1984. Senare började hon arbeta som produktionsledare på en reklambyrå.

## Filmografi
- 1979 – Du är inte klok, Madicken
- 1980 – Madicken på Junibacken
- 1983 – TV-piraterna (barn-TV-serie, jullovsmorgon 1983)